# Мусачево (Старозагорская область)
Мусачево (болг. Мусачево) — село в Болгарии. Находится в Старозагорской области, входит в общину Гылыбово. Население составляет 253 человека.

## Политическая ситуация
В местном кметстве Мусачево, в состав которого входит Мусачево, должность кмета (старосты) исполняет Тенё Господинов Шиков (Коммунистическая партия Болгарии (КПБ)) по результатам выборов правления кметства.
Кмет (мэр) общины Гылыбово — Николай Тонев Колев (инициативный комитет) по результатам выборов в правление общины.